# Un caprice de la Pompadour
Pour plus de détails, voir Fiche technique et Distribution.
Un caprice de la Pompadour est un film français réalisé par Joë Hamman et Willi Wolff, sorti en 1931.
Il s'agit de la version française du film allemand Die Marquise von Pompadour (de) réalisé par Willi Wolff, sorti l'année précédente.

## Fiche technique
- Titre : Un caprice de la Pompadour
- Réalisation : Joë Hamman et Willi Wolff
- Scénario : Henri Falk, Hans Rameau et Willi Wolff
- Photographie : Willy Hameister
- Musique : Eduard Künneke, Rudolf Nelson, Robert Stolz et Alfred Strasser
- Producteurs : Jacques Haïk, Anatol Potock
- Société(s) de production : Ellen Richter Film, Établissements Jacques Haïk
- Pays d'origine :  France
- Format : Noir et blanc — 35 mm — 1,20:1 — Son : Mono
- Genre : Comédie
- Durée : 93 minutes (1 h 33)
- Date de sortie : France, 8 mai 1931

## Distribution
- Marcelle Denya : la marquise de Pompadour
- André Baugé : Gaston de Méville
- Gaston Dupray : le marquis de l'Espinglette
- Jean Rousselière : Marcel de Clermont
- Paulette Duvernet : Madeleine Biron
- André Marnay : Maurepas
- Jacques Christiany : le Dauphin
- Madyne Coquelet : Mme de L'Estrade
- René Marjolle : le roi Louis XV
- Fernand Baer : le baron Cerf
- Suzy Delair